# سکالیتشکا (ناحیه پرروف)
سکالیتشکا (به چکی: Skalička) یک منطقهٔ مسکونی در جمهوری چک است که در ناحیه پرروف واقع شده‌است. سکالیتشکا ۴٫۱۴ کیلومتر مربع مساحت و ۵۵۲ نفر جمعیت دارد و ۲۶۸ متر بالاتر از سطح دریا واقع شده‌است.